# Bankhaus Gebrüder Sulzbach
Das Bankhaus Gebrüder Sulzbach war eine deutsch-jüdische Privatbank in Frankfurt am Main.

## Geschichte
Das Bankhaus Gebrüder Sulzbach wurde am 5. April 1856 von Siegmund Sulzbach (1813–1876) und seinem jüngeren Bruder Rudolf Sulzbach (1827–1904) in Frankfurt am Main begründet. Aufgrund der jüdischen Tradition firmierte das Bankhaus zunächst unter dem Namen Privatbankhaus S. Sulzbach. Die Seele des Bankhauses war jedoch Rudolf Sulzbach. Das Bankhaus residierte zunächst im Wohnhaus von Rudolf Sulzbach in der Allerheiligenstraße 89 in Frankfurt am Main. Seit dem 21. Dezember 1866 wurde als neuer Name des Bankhauses Gebrüder Sulzbach gewählt. Moritz Sigismund Sulzbach (1857–?), ein Sohn von Siegmund Sulzbach, gründete 1881 in Paris eine Bank unter dem Namen M.S. Sulzbach & Cie. Diese Niederlassung wurde aber bereits einige Jahre vor dem Ersten Weltkrieg geschlossen als sich Moritz Sulzbach in den Ruhestand zurückzog.
Das Bankhaus Gebrüder Sulzbach wurde in den folgenden Jahrzehnten zu einem einflussreichen Finanzinstitut und engagierte sich im In- und Ausland insbesondere für die neuen Industrien (Elektrotechnik, Chemie) und Eisenbahnen. In den 1860er Jahren platzierte das Bankhaus erstmals internationale Anleihen z. B. aus Ägypten (zusammen mit Erlanger & Söhne), Spanien und Russland. Das Bankhaus war Mitbegründer der Mitteldeutschen Creditbank (Seit 1929 Bestandteil der Commerzbank) im Jahr 1856, der Deutschen Hypothekenbank Meiningen im Jahr 1862 und der Deutschen Bank im Jahr 1870. Des Weiteren war das Bankhaus Gebrüder Sulzbach 1856 an der Gründung der Providentia Versicherung (Seit 1926 Teil der Allianz Versicherung) und der AEG beteiligt. Unter Mitwirkung der Mitteldeutschen Creditbank rief die Bank auch die Braunkohlegrube Ilse (später Ilse Bergbau AG) in der Lausitz ins Leben.
1871 wurde das bisherige Bankgebäude an Leopold Sonnemann (1831–1909) verkauft. Die Bank residierte fortan bis 1904 an der Bockenheimer Anlage 53. Nach dem Tod von Rudolf Sulzbach Anfang 1904 führte sein Sohn Karl Sulzbach (1859–1931) das elterliche Bankhaus weiter. Am 1. Januar 1920 trat sein Schwiegersohn Heinrich Kirchholtes (1886–1959) als neuer Teilhaber ein. 1921 schloss die Bank ein Kooperationsabkommen mit dem Berliner Bankhaus Mendelssohn & Co. auf dem Gebiet des Devisenhandels. Seit 1923 befanden sich die Geschäftsräume der Bank in der Mainzer Landstraße 4–6. 1932 erfolgte erneut eine Verlegung der Geschäftsräume in das Haus Goethestraße 34.
Unter dem Druck des NS-Staates wurde das Bankhaus 1937 arisiert. Karl Sulzbachs Sohn, Walter Sulzbach (1889–1969), welcher 1922 in die Bank eingetreten war, schied 1937 als Teilhaber aus. Danach war dessen Schwager Heinrich Kirchholtes deren einziger Inhaber und Leiter. Die Bank musste ihren Namen wechseln und hieß nun Heinrich Kirchholtes (ab 1947 Heinrich Kirchholtes & Co.). Es gelang Kirchholtes, seinem Schwager Walter Sulzbach eine angemessene Vergütung zu Lasten Kirchholtes' Kapitalkontos zukommen zu lassen. Im Mai 1938 musste Kirchholtes auch noch die stillen Kapitaleinlagen von Harry Cahn, Edmund Sulzbach und Hilda Lipstein geb. Sulzbach zur Auszahlung bringen.
Nach dem Zweiten Weltkrieg setzte die Bank das Geschäft fort. 1968 wurde sie nach 112 Jahren des Bestehens vom Kölner Bankhaus Sal. Oppenheim jr. & Cie. übernommen.